# Émile Pagie
Émile Pagie, né le 8 janvier 1883 à Wervicq-Sud (Nord, France) et mort le 1er août 1937 à Nogent-sur-Marne, est un coureur cycliste belge naturalisé français après sa carrière cycliste en 1915.

## Biographie
Émile Louis Pagie nait le 8 janvier 1883 (mais enregistré né le 9 à l’état-civil) à Wervicq-Sud (commune française frontalière de la Belgique) de parents belges.
Il est le frère cadet du cycliste Paul Pagie.
En 1903, il participe au premier Tour de France de l'histoire. Dans la première étape entre Paris et Lyon, il s'échappe en compagnie de Maurice Garin et Léon Georget. Ce dernier crève avant d'atteindre Nevers et laisse filer ses deux compagnons d'échappée. Les deux hommes mènent la course en maintenant un rythme soutenu, ce qui leur permet d'accroître régulièrement l'avance qu'ils possèdent sur leurs principaux poursuivants. Ils franchissent ensemble les différents points de contrôle, ainsi que le col du Pin-Bouchain, avant de filer à toute allure vers Lyon, terme de la première étape. Maurice Garin profite de la chute d'Émile Pagie à 200 mètres de la ligne d'arrivée pour gagner l'étape, couverte en un temps de 17 h 45 min 13 s. Pagie suit à moins d'une minute, tandis que le troisième de l'étape, Léon Georget, accuse déjà un retard de près de 35 minutes.
Au matin du 1er août 1937 à Neuilly sur Marne, alors qu'il avait rompu toutes relations avec son amie, Mlle Lucie Cloarec, 41 ans, infirmière à l'asile de Ville-Evrard, Emile Pagie tire sur elle plusieurs coups de révolver, la blessant grièvement, puis se tue d'une balle au coeur.

## Palmarès

### Palmarès année par année
- 1899
  - Tourcoing-Armentières-Roubaix
  - Tourcoing-Quesnoy-Tourcoing
- 1900
  - 9e de Paris-Roubaix
- 1902
  - 8e de Paris-Roubaix
- 1903
  - Paris-Valenciennes
- 1904
  - 9e de Paris-Roubaix

### Résultats sur le Tour de France
1 participation
- 1903 : abandon (2e étape)